# Fritz Möller
Fritz Möller (ur. 1904, zm. ?) – zbrodniarz nazistowski, członek załogi niemieckiego obozu koncentracyjnego Mauthausen-Gusen i SS-Unterscharführer.
Z zawodu rzeźnik. 11 grudnia 1939 został wcielony do Luftwaffe. 1 września 1944 został skierowany do służby w Gusen II, podobozie Mauthausen, a 11 grudnia 1944 przeniesiono go do SS. Był początkowo strażnikiem, a następnie kierownikiem komanda więźniarskiego. W Gusen II pozostał do 27 marca 1945, gdy został przeniesiony na front.
Möller został osądzony w procesie załogi Mauthausen-Gusen (US vs. Bernhard Fernikorn i inni) i skazany na karę 15 lat pozbawienia wolności za wielokrotne  znęcanie się nad więźniami narodowości rosyjskiej i polskiej. Niektóre ze swych ofiar ciężko okaleczył.